# Stopplaats Wadwerd
Stopplaats Wadwerd (ook wel: Stopplaats Watwerd) (telegrafische code: wat) is een voormalig stopplaats aan de Spoorlijn Sauwerd - Roodeschool. De halte lag aan de doodlopende weg Binnenweg bij de buurtschap Wadwerd, tussen Warffum en Usquert. De stopplaats werd geopend op 16 augustus 1893 en gesloten op 22 mei 1932.